# 克朗代克 (亞利桑那州)
克朗代克（英語：Klondyke）是位於美國亞利桑那州葛蘭姆縣的一個非建制地區。該地的面積和人口皆未知。

## 地理
克朗代克的座標為32°50′07″N 110°19′56″W / 32.83528°N 110.33222°W，而該地的平均海拔高度為1056米（即3465英尺）。